# Nactus serpensinsula
Nactus serpensinsula är en ödleart som beskrevs av  Arthur Loveridge 1951. Nactus serpensinsula ingår i släktet Nactus och familjen geckoödlor. IUCN kategoriserar arten globalt som sårbar.

## Underarter
Arten delas in i följande underarter:
- N. s. durrelli
- N. s. serpensinsula